# دوبرودو
دوبرودو (به صربی: Dobrodo) یک منطقهٔ مسکونی در صربستان است.